# Quintino Cataudella
Quintino Cataudella (Scicli (Ragusa - Sicília) 4 de desembre de 1900 - Scicli, 6 de juliol de 1984) fou un filòleg italià especialitzat en llengua i literatura clàssica.

## Biografia
Després d'haver estat professor de literatura clàssica en un institut entre 1924 i 1936, esdevingué inspector docent i docent de literatura grega a la Universitat de Gènova i el 1946, de la Universitat de Catània, de la qual va ser cap de la Facultat.
Fou autor de quinze monografies i molts articles en revistes importants com Athenaeum, Belfagor, Dioniso (de la que va ser co-director), Nuova Antologia, Paideia, rivista di Filologia Classica, Studi Italiani di Filologia Classica i altres. El 1957, rebé el Premi Marzotto per la crítica i el 1967, el Premi Feltrinelli en la secció "Crítica i Història literària". Fou soci de diverses acadèmies italianes i foranes i des del 1973 fou Acadèmic del Lincei.

## Obres
- Critica ed estetica nella letteratura greco-cristiana, Torino, Bocca, 1928.
- La poesia di Aristofane, Bari, Laterza, 1934.
- Storia della letteratura greca, Torino, SEI, 1949.
- Esercizi greci, Messina-Firenze, D'Anna, 1952.
- Grammatica greca, Messina-Firenze, D'Anna, 1952.
- La novella greca, Napoli, ESI, 1957.
- Saggi sulla tragedia greca, Messina-Firenze, D'Anna, 1969.
- Intorno ai lirici greci, Roma, Ediz. dell'Ateneo, 1972.
- Il romanzo antico, greco e latino, Firenze, Sansoni, 1973.